# Otto Strasser

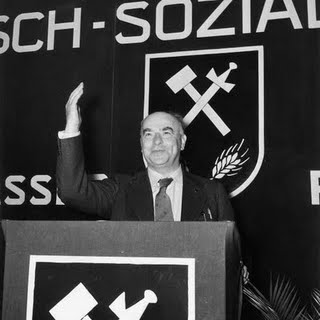
Otto Strasser bei einer DSU-Veranstaltung 1957

Otto Johann Maximilian Strasser, auch Straßer (* 10. September 1897 in Windsheim, Mittelfranken; † 27. August 1974 in München), war ein deutscher nationalsozialistischer Politiker. Er benutzte auch die Pseudonyme „Otto Bostrum“, „Ulrich von Hutten“, „Michael Geismaier“ sowie die Kürzel „D. G.“ und „G. D.“ Nach kurzer Mitgliedschaft in der SPD um 1920 gehörte er von 1925 bis 1930 der NSDAP und von 1956 bis 1962 der Deutsch-Sozialen Union an und führte von 1931 bis 1938 die politische Kampforganisation „Schwarze Front“.

## Leben und politisches Wirken

### Werdegang
Otto Strasser war das mittlere von fünf Kindern des bayerischen Juristen und Staatsbeamten Peter Strasser (1855–1928) und seiner Ehefrau Pauline Strobel (1873–1943). Zu Ottos Geschwistern zählen der Benediktinermönch Bernhard Strasser (eigentlich Paul, 1895–1981) sowie der nationalsozialistische Politiker Gregor Strasser (1892–1934), der beim sogenannten Röhm-Putsch im Zuge der Ausschaltung vermeintlicher oder tatsächlicher Gegenspieler Hitlers ermordet wurde. Strassers Schwester Olga (* 1899) und der jüngste Bruder Anton („Toni“, 1906–1943), der Notar wurde und im Zweiten Weltkrieg in Russland umkam, spielten dagegen politisch keine Rolle.
Er trat im August 1914 als 17-jähriger Kriegsfreiwilliger in die Bayerische Armee ein und wurde von der Münchner Illustrierten als „jüngster Kriegsfreiwilliger Bayerns“ vorgestellt. Im Ersten Weltkrieg wurde er einige Male verwundet und im November 1917 zum Leutnant der Reserve befördert und mit dem Eisernen Kreuz I. Klasse ausgezeichnet. In seiner Armeezeit trug er wegen des Abonnements einer sozialdemokratischen Zeitschrift den Spitznamen „der rote Leutnant“. 1919 soll er wie sein fünf Jahre älterer Bruder Gregor Strasser als Mitglied des Freikorps Epp an der Niederschlagung der Münchner Räterepublik mitgewirkt haben. Armin Nolzen hat 2013 in seinem NDB-Artikel über Gregor Strasser darauf hingewiesen, dass es für die Mitgliedschaft der Brüder in dem Freikorps über ihre späteren Selbstdarstellungen hinaus keine belastbaren Nachweise gibt. Im gleichen Jahr ging Otto zum Studium der Wirtschaftswissenschaften nach Berlin.
Wohl 1919 oder 1920 wurde er Mitglied der MSPD. Im Widerstand gegen den Kapp-Putsch führte er 1920 eine paramilitärische Gruppe („Rote Hundertschaft“) und trat aus Unzufriedenheit mit dem Verhalten der sozialdemokratischen Parteiführung im Zusammenhang mit dem Bruch des Bielefelder Abkommens im gleichen Jahr wieder aus der Partei aus. Nach seiner Promotion in Staatswissenschaften 1921 an der Universität Würzburg trat er als Hilfsreferent ins Reichsernährungsministerium in Berlin ein, wo er bis 1922 oder 1923 tätig war und anschließend in die Privatwirtschaft wechselte.

### Nationalsozialistischer Aktivist
Schon als Kolumnist, der im sozialdemokratischen Vorwärts, in der Zentrumszeitung Germania und in der jungkonservativen Zeitschrift Das Gewissen veröffentlichte, setzte sich Strasser für das Denken von Arthur Moeller van den Bruck und dessen „mitteleuropäische Reichsidee“ ein. Nach dem Einzug seines Bruders Gregor für die NSDAP-Ersatzorganisation Völkischer Block in den bayerischen Landtag im Frühjahr 1924 engagierte er sich in der völkischen Bewegung und verfasste zahlreiche politische Artikel. So schrieb er unter dem Pseudonym Ulrich von Hutten für den Kurier für Niederbayern.  Im gleichen Jahr kam aus seiner ersten Ehe mit einer Frau namens Maria sein Sohn Paul zur Welt, und er heiratete in zweiter Ehe die Engländerin Ella Young geb. Fassbender.
Otto Strasser trat am 20. November 1925 in die NSDAP (Mitgliedsnummer 23.918) ein und baute zusammen mit seinem Bruder und Joseph Goebbels einen „linken“ Parteiflügel auf. Die Brüder Strasser beherrschten die Berliner Parteiorganisation und entwickelten ein eigenständiges ideologisches Profil gegenüber dem süddeutschen Parteiflügel um Adolf Hitler. Sie konzipierten – zunächst gemeinsam mit Goebbels, der als enger Mitarbeiter Gregor Strassers im Rheinland und in Westfalen agierte – einen antikapitalistischen, sozialrevolutionären Kurs für die Partei. Dieser Flügel der NSDAP unterstützte teilweise auch Streiks der sozialdemokratischen Gewerkschaften und trat für eine Anlehnung Deutschlands an die Sowjetunion ein. Trotzdem war der Strasser-Flügel antimarxistisch geprägt. Er betrachtete Marxismus und Kapitalismus gleichermaßen als „Kinder des Liberalismus“ und wandte sich gegen die „Halbheit“ der Parteiführung unter Hitler, nur den Marxismus zu bekämpfen und sich dem rechtsnationalen bürgerlichen Milieu etwa der DNVP und damit den „führenden Kreisen der Unternehmer- und Kapitalistenschaft“ anzunähern. Gleichzeitig beklagte man die „Verbonzung“ der nationalsozialistischen Führungselite, die man als Folge dieser Annäherung begriff.
Am 1. März 1926 trat Strasser in den von seinem Bruder gegründeten „Kampfverlag“ ein, den Otto Strasser leitete, während sein Bruder das Gros der publizistischen Beiträge lieferte. Miteigentümer neben den Strasser-Brüdern und zeitweilig Schriftleiter des Verlags war Hans Hinkel. Der Verlag fungierte zunächst als Sprachrohr des linken Flügels der NSDAP und verbreitete die an Rudolf Jung angelehnten Ideen eines „nationalen Sozialismus“ oder „National-Sozialismus“. Er geriet Ende der 1920er Jahre zunehmend in Konflikt mit der Parteiführung, besonders mit dem Berliner Gauleiter Joseph Goebbels, der vor allem die Unabhängigkeit der Plattform beargwöhnte. Auf Hitlers Angebot vom 22. Mai 1930, den Verlag für 120.000 Reichsmark zu kaufen, ging Otto Strasser nicht ein. Infolge des Richtungskampfes in der NSDAP, der Mitte 1930 von Hitler und Goebbels verschärft wurde, sodass zahlreiche Strasser-Anhänger entmachtet wurden, trat er stattdessen am 4. Juli 1930 aus der Partei aus und publizierte seine Kampfschrift Die Sozialisten verlassen die NSDAP. Darin kritisierte er unter anderem die fehlende Unterstützung des Nationalsozialismus für Mahatma Gandhi und den indischen Freiheitskampf und verdeutlichte seine Ablehnung der Münchener Parteiführung. Große Wirkung konnte er damit allerdings nicht erzielen, da sein innerparteilich weit beliebterer Bruder Gregor in der Partei verblieb und seine parteiinterne Machtbasis bis zu seinem Sturz Ende 1932 zielstrebig ausbaute. Gregor Strasser distanzierte sich öffentlich von dem Schritt seines Bruders und versicherte Hitler seiner vollen Loyalität. Nach Einschätzung von Joachim Fest bedeutete die Trennung aber auch für seine Position in der Partei die letztlich entscheidende Schwächung: „Das Ausscheiden Otto Strassers beendete nicht nur ein für allemal den sozialistischen Grundsatzstreit in der NSDAP, es bedeutete auch einen erheblichen Machtverlust für Gregor Strasser, der seither keine Hausmacht und keine Zeitung mehr besaß.“
Otto nutzte den Kampfverlag nun für eigene Zwecke und gründete mit wenigen Anhängern, darunter Bruno Ernst Buchrucker, die „Kampfgemeinschaft Revolutionärer Nationalsozialisten“ (KGRNS). Mit der zunächst nur etwa 800 Mitglieder zählenden Organisation versuchte Strasser neben unzufriedenen und enttäuschten Nationalsozialisten, die den Legalitätskurs der Partei nicht mittragen wollten, auch Mitglieder und Sympathisanten der KPD zu gewinnen, und trat auch bei Diskussionsveranstaltungen von Anarchisten auf. Strassers Bemühungen erwiesen sich als kontraproduktiv, denn statt national gesinnte Kommunisten zum Anschluss an seine Kampfgemeinschaft zu bewegen, traten viele Mitglieder, darunter auch Führungskader wie Bodo Uhse, zur KPD über. Im Mai 1931 schlossen sich der Gruppe, die damals rund 6000 Mitglieder hatte, kurzzeitig auch Anhänger des gescheiterten Stennes-Putschs an, die aus der SA ausgeschlossen worden waren.
1929 heiratete Otto Strasser seine dritte Frau Gertrud Schütz (1905–1978). Aus der Ehe gingen die Tochter Hannelore (* 1931) und der Sohn Gregor (1935–2019), den er nach seinem ermordeten Bruder nannte, hervor. Wegen Bedeutungslosigkeit nach der Trennung von der NSDAP musste er den Kampfverlag, in dem insgesamt acht Zeitungen und Zeitschriften erschienen, zum 1. Oktober 1930 schließen. Im September 1931 bildete Strasser aus der KGRNS heraus den nach ihrem Publikationsorgan benannten Kampfbund „Schwarze Front“, wobei er finanziell von dem ehemaligen Freikorpsführer und Kapp-Putschisten Hermann Ehrhardt unterstützt wurde. Er unternahm verschiedene Versuche, seine früheren Verlagspublikationen unter verschiedenen Namen (Der Nationale Sozialist, Die Deutsche Revolution, Die Schwarze Front) neu zu etablieren, die alle ohne jede Wirkung blieben. Die Blätter erreichten nie mehr als 10.000 Abnehmer, trotz zeitweiliger Unterstützung durch andere rechte Splittergruppen.

### Untergrundaktivität und Flucht
Nach der nationalsozialistischen Machtergreifung wurde die „Schwarze Front“ am 15. Februar 1933 von den NS-Behörden verboten. Strasser emigrierte zunächst nach Österreich und ging später nach Prag. In der Tschechoslowakei stand Strasser unter Polizeischutz. Es kam zu mehreren Attentatsversuchen auf ihn durch die Gestapo. Strasser hielt bis Ende 1933 unter anderem Kontakt zu Rudolf Küstermeier von der linkssozialistischen Widerstandsgruppe Roter Stoßtrupp, die gezielt auch oppositionelle Nationalsozialisten für einen Umsturz zu aktivieren versuchte. Am 3. November 1934 wurde Strasser ausweislich der dritten Ausbürgerungsliste aus Deutschland ausgebürgert. Von Prag aus leitete er seine Widerstandsorganisation „Schwarze Front“, die Zeitungen und Flugschriften herausgab und einen Untergrundsender, der sich Geheimsender der Schwarzen Front nannte, betrieb. Dieser geheime Kurzwellensender, der sich in dem ehemaligen Hotel Záhoří bei Slapy nad Vltavou im Bezirk Prag-West befand, wurde von dem emigrierten Rundfunkpionier Rudolf Formis geleitet, der sowohl für die Technik als auch für das Programm zuständig war. Anfang 1935 ließ Reinhard Heydrich den Sender, der den Nationalsozialisten ein Dorn im Auge war, durch einen Terroranschlag ausschalten. Die verdeckt in der Tschechoslowakei operierenden SS-Agenten Alfred Naujocks und Werner Göttsch griffen die Senderäume in dem Prager Hotelgebäude am 25. Januar 1935 an und ermordeten Rudolf Formis. Die Aktion erregte großes Aufsehen, die Täter entkamen jedoch nach Deutschland. Diplomatische Proteste der Tschechoslowakei blieben folgenlos. Strasser wurde wegen des Betriebs des illegalen Senders vor Gericht gestellt und zu einem halben Jahr Gefängnis verurteilt, musste die Strafe aber auf Intervention des tschechoslowakischen Justizministers nicht verbüßen. Noch im Januar schickte Strasser seine schwangere Frau mit der gemeinsamen dreijährigen Tochter aus Sicherheitsgründen auf die griechische Insel Samos, wo sie im Mai den Sohn Gregor Peter Demosthenes zur Welt brachte. In einem Telegramm an Hitler nannte Strasser seinen Sohn „Gregor II“.
Sein in der Tschechoslowakei gegründetes „Aktionskomitee der Deutschen“ bezeichnete Strasser in grober Selbstüberschätzung als „deutsche Regierung im Exil“. Andererseits wurde die Gefährlichkeit seiner Organisation für das Regime offenbar auch vonseiten der NS-Führung überschätzt, die in den 1930er Jahren viel Energie für seine Verfolgung aufwandte. Goebbels soll Otto Strasser als „Hitlers Feind Nummer eins“ bezeichnet haben; allerdings lässt sich für diesen häufig kolportierten Ausspruch kein von den eigenen Berichten Strassers unabhängiger Beleg auffinden. Strassers Führungsstil bei der „Schwarzen Front“ zeigt nach Ansicht vieler Beobachter, dass er den Aufgaben der Führung einer Widerstandsorganisation im Untergrund nicht gewachsen war. Die Prager Zentrale wurde seit 1933 von inneren Auseinandersetzungen geschwächt und blieb äußeren Angriffen gegenüber schutzlos, nicht zuletzt aufgrund der Unterwanderung der Führungskader durch Gestapo-Agenten. Der Organisationsleiter Friedrich Beer-Grunow sah die Ursachen vor allem in Strassers hochtrabender Art. 1938 sagte er sich von Strasser los und wurde kurz danach von der Gestapo ermordet. Dies schien das Ende der Organisation zu bedeuten.
Im gleichen Jahr veröffentlichte Otto Strasser zusammen mit dem Weltbühne-Autor Kurt Hiller die Prager Erklärung, ein nationalrevolutionäres Manifest, das sich gegen den Hitler-Staat und für ein neues Deutschland aussprach. Im Herbst 1938 musste Strasser Prag verlassen und zog über Frankreich in die Schweiz, wo sich seine Familie seit Mitte 1935 aufhielt. Auch hier verhinderte die Schweizer Polizei zwei Attentate auf ihn. 1939 wurde er von den Nationalsozialisten zu Unrecht beschuldigt, gemeinsam mit dem britischen Geheimdienst das Attentat von Georg Elser auf Adolf Hitler in Auftrag gegeben zu haben. Strasser tauchte mit Unterstützung des inoffiziellen Schweizer Nachrichtendienstes Büro Ha unter Hans Hausamann und des sozialdemokratischen Zürcher Nationalrats Hans Oprecht unter und gelangte über Frankreich und Spanien nach Portugal, wo er mit Hilfe seines Bruders Paul (1895–1981), der dem Benediktinerorden angehörte und mit Ordensnamen P. Bernhard hieß, in einem Kloster Unterschlupf fand. Seine Familie ließ er in der Schweiz zurück. 1940 bis 1946 war er mit der Deutschspanierin Margarita Senger liiert, der Frau des in die Sowjetunion geflüchteten Gesundheitsministers der spanischen Volksfrontregierung Juan Planelles (1900–1972). 1941 wanderte er mit Hilfe britischer Agenten über die Bermudas nach Kanada aus.

### Exil und Rückkehr nach Deutschland
Aus seinem Exil heraus griff er in Büchern, Zeitschriften und Flugblättern die Herrschaft der NSDAP in Deutschland an. Seine publizistische Doppelstrategie bestand darin, einerseits im Ausland Aufklärung über Hitlers Person, Herrschaftspraxis und politische Zielsetzungen zu betreiben (so unterstützte er amerikanische Geheimdienste bei der Erstellung eines Psychogramms von Hitler) und andererseits subversives Material nach Deutschland schmuggeln zu lassen. Er selbst vertrat weiterhin das politische Leitbild eines Sozialismus auf nationaler Basis (grundgelegt in seinem bereits 1932 veröffentlichten und 1936 ergänzten Aufsatz Aufbau des deutschen Sozialismus) und warf Hitler Verrat an der eigentlichen nationalsozialistischen Idee und die Morde – vor allem den an seinem Bruder Gregor – im Rahmen des sogenannten Röhm-Putsches vor. In Kanada gründete er das „Free German Movement“, das unter Exilanten und Auslandsdeutschen für den bewaffneten Kampf gegen das NS-Regime warb, dabei jedoch an einer antisemitischen Programmatik festhielt und unter anderem deswegen von den alliierten Regierungen nicht unterstützt wurde.
Nach dem Krieg löste Strasser das „Free German Movement“ auf und gründete 1948 den „Bund für Deutschlands Erneuerung“, mit dem er eine Rückkehr zu christlichen Werten und ein berufsständisches Parlament propagierte. Jetzt veröffentlichte Otto Strasser seine Erinnerungen an die parteiinternen Flügelkämpfe aus der Zeit vor 1933 auch auf Deutsch unter dem Titel Hitler und ich (1948), nachdem er sie zunächst auf Französisch verfasst und 1940 unter dem Titel Hitler et moi beim Verlag Grasset in Paris herausgebracht hatte. Strasser bemühte sich lange Zeit vergeblich um die Genehmigung seiner Rückkehr nach Deutschland, die erst durch eine Entscheidung des Bundesverwaltungsgerichts vom November 1954 möglich wurde. Erst am 16. März 1955 betrat Strasser wieder deutschen Boden. Versuche einer erneuten politischen Betätigung – etwa zur Bundestagswahl 1957 mit der Partei Deutsch-Soziale Union (DSU), die gegen die Westbindung der Bundesrepublik Deutschland eintrat – blieben erfolglos. Danach zog sich Otto Strasser zunehmend ins Privatleben zurück. Mit seiner Familie, die er nach seiner Rückkehr aus Ottawa 1955 in Wetzwil bei Herrliberg (Nähe Zürich) wiedergetroffen hatte, pflegte er allerdings nur sporadische Besuchskontakte. Nach Einschätzung seines Sohnes, der ihn „eher wie einen Onkel“ erlebte, war er „sehr einseitig an Politik und Geschichte, aber wenig an anderem interessiert.“ In den 1960er Jahren lebte er „in einem mit Akten, Büchern und Zeitungsausschnitten vollgestopften Raum“ in einer Wohnung in der Ainmillerstraße in München-Schwabing, die seine Schwester Olga (* 1899) ihm zur Verfügung stellte.
1962 schrieb er ein zusammenfassendes Resümee seiner politischen Tätigkeit unter dem Titel Der Faschismus. In diesem Buch skizzierte Strasser die Weltanschauungen Hitlers und Mussolinis und setzte seinen eigenen „Sozialismus“ von deren „Faschismus“ ab. Ein Buch mit dem beziehungsreichen Titel Mein Kampf veröffentlichte er 1969 beim Heinrich-Heine-Verlag in Frankfurt (mit einem Vorwort von Gerhard Zwerenz). Das Buch, das als politische Autobiographie vermarktet wurde, enthielt eine vom Verlag überarbeitete Fassung der bereits 1958 im Selbstverlag erschienenen Strasser-Schrift Exil. 1971 unternahm Strasser eine Vortragsreise in die Vereinigten Staaten, bei der er vor insgesamt 10.000 Menschen sprach und auf großes Medieninteresse stieß. 1973 heiratete er seine letzte Frau Hilde-Renate Möller (* 1939), mit der er bereits einige Jahre zusammenlebte. Nach seinem Tod in München wurde er Ende August 1974 in Witten a. d. Ruhr beigesetzt und einige Monate später nach Dinkelsbühl in das Familiengrab seiner Eltern umgebettet.

## Weltanschauliche Einordnung und Wirkung
Anders als bei zahlreichen anderen prominenten Nationalsozialisten steht in Strassers Veröffentlichungen nicht der Antisemitismus im Vordergrund, sondern seine Vorstellung von einem nationalen Sozialismus, den er nach 1945 als „Solidarismus“ bezeichnete. Nach Ansicht des israelischen Historikers Robert S. Wistrich waren er und der linke Flügel der NSDAP dennoch „nicht weniger rassistisch und antisemitisch eingestellt als der von Hitler geführte rechte“. Strassers am 1. August 1929 in den Nationalsozialistischen Briefen erschienener Artikel „Vierzehn Thesen zur deutschen Revolution“ formulierte einen radikalen Antisemitismus und warnte vor der angeblichen Bevormundung durch das „artfremde Judentum“. Der Historiker Henning Köhler stellte in seiner Rezension zu Patrick Moreaus 1983 erschienener Monografie über Strassers „Kampfgemeinschaft“ und die Schwarze Front fest, von einer linken oder sozialistischen Einstellung könne bei ihm nicht die Rede sein, sondern es handele sich „um einen aggressiven antisemitischen Nationalismus, der sich revolutionär gebärdete und von antikapitalistischen Ressentiments lebte“. Der Historiker Christian Striefler schrieb zehn Jahre später, es sei der grundsätzliche Unterschied zwischen dem Klassenkampf der Kommunisten und dem Rassenkampf, der Strasser vorschwebte, gewesen, „der Otto Strasser davon abgehalten hat, ganz zu den Kommunisten überzutreten“.
In der zweiten Hälfte der Dreißiger Jahre schwächte Strasser seine judenfeindliche Rhetorik allerdings ab und suchte den Kontakt mit Juden, um sich als deren Verbündeter im Widerstandskampf gegen Hitler zu inszenieren. So überredeten er und Beer-Grunow 1936 den jüdischen Jugendlichen Helmut Hirsch aus Stuttgart, der ihnen als ehemaliger Angehöriger der dj.1.11 von Eberhard Koebel vermittelt worden war, einen Bombenanschlag auf das Nürnberger Reichsparteitagsgelände zu verüben. Ein Gestapo-Agent verriet die geplante Aktion, Hirsch wurde gefasst, vom Volksgerichtshof zum Tode verurteilt und im Juni 1937 hingerichtet. 1938 schlug Strasser in seiner „Prager Erklärung“ vor, Juden entweder „unter ein nobles Minderheitenrecht zu stellen“ oder sie beim Bekenntnis zur deutschen Nation „ohne Abstrich als gleichberechtigte Deutsche zu behandeln“. Mitautor war Kurt Hiller, ein jüdischer Pazifist und Kämpfer für die Rechte sexueller Minderheiten, der den italienischen Faschismus und den „Kraftkerl Mussolini“ bewundert hatte.
Karl Otto Paetel und Erich Müller haben Otto Strasser als Nationalbolschewisten beschrieben. Gegen eine solche Einordnung protestierte Louis Dupeux: „Otto Strasser und seine engeren Freunde waren nie ‚Nationalbolschewisten‘; lediglich der radikale Ton ihrer revolutionären Bekenntnisse und ihre zeitweilige Annäherung an die Kommunisten erklären die irrtümliche Annahme.“ Im Hintergrund steht die Frage, inwieweit die Zeichnung der Strasser-Brüder als „Nationalbolschewisten“, die in der Literatur bis heute vertreten wird, letztlich dazu dienen kann, ihre Identifikation mit dem Nationalsozialismus herunterzuspielen. Für Strasser blieb der Begriff „Nationalsozialismus“ immer positiv besetzt. Noch in seinem 1939 in der Schweiz erschienenen Buch Europa von Morgen stellte er Tomáš Garrigue Masaryk als tschechischen Ur-Nationalsozialisten dar. In oberflächlicher Betrachtungsweise – unterstützt durch die Idealisierungen und Legenden, die Otto Strasser selbst über seinen ermordeten Bruder verbreitete – wird manchmal auch verkannt, dass Otto und Gregor Strasser unterschiedliche Strategien verfolgten: Während Otto nach seiner Trennung von der NSDAP einen aussichtslosen Privatkrieg gegen Hitler führte, distanzierte sich sein in der Partei weitaus einflussreicherer Bruder nicht von dem Regime und konnte nach Meinung einiger Zeitzeugen und Autoren zeitweise auf eine Rehabilitierung und Beteiligung an der Macht hoffen. Der Zeit-Autor Rolv Heuer brachte den Gegensatz innerhalb des Brüderpaars 1969 auf die Formel: „Gregor fehlte Ottos Mut, Otto fehlte Gregors Macht.“
Otto Strasser selbst versuchte sich nach 1945 zu einer Art „Widerstandskämpfer Nr. 1 gegen Hitler“ zu stilisieren. Auch Claus Wolfschlag, ein Autor der Jungen Freiheit, betonte in seinem Buch Hitlers rechte Gegner (1995) Strassers Gegnerschaft zum nationalsozialistischen Regime. Manche Anhänger der Neuen Rechten versuchen Strasser auf dieser Grundlage als akzeptables weltanschauliches Vorbild hinzustellen, das vom negativen politischen Erbe des Nationalsozialismus unbelastet sei. Nach Einschätzung des Verfassungsschutzes des Landes Thüringen üben die „nationalrevolutionären“ Theorien Strassers ähnlich wie die Ideen von Ernst Röhm erheblichen Einfluss auf das Gedankengut nicht weniger zeitgenössischer Neonationalsozialisten (Neonazis) aus. In der NPD gibt es seit langem eine starke strasseristische Strömung, deren vordergründige Sozialkritik und sozialistische Rhetorik nach Strassers Vorbild vor allem im Osten Deutschlands auf Resonanz stößt. Auch für „Freie Kameradschaften“ und „Autonome Nationalisten“ spielen sowohl die theoretischen Ansichten Strassers über den „revolutionären Nationalsozialismus“ als auch die Ästhetik seiner Selbstinszenierung eine große Rolle. Im Ausland sind unter Rechtsextremen in England (besonders bei der British National Front), aber auch in Frankreich, den USA oder Russland vielfach Bezugnahmen auf Strasser zu beobachten.

## Schriften
- Entwicklung und Bedeutung der deutschen Zuckerrübensamenzucht. o. O. o. J. DNB 571267017 (Rechts- und staatswissenschaftliche Dissertation Universität Würzburg 1921, 92 Seiten).
- Aufbau des deutschen Sozialismus. Wolfgang-Richard-Lindner-Verlag, Leipzig 1932.
- Die deutsche Bartholomäusnacht. Reso-Verlag,[30] Zürich 1935.
- Wohin treibt Hitler? Darstellung der Lage und Entwicklung des Hitlersystems in den Jahren 1935 und 1936. Verlag Heinrich Grunov, Prag I 1936.
- Hitler tritt auf der Stelle. Oxford gegen Staats-Totalität. Berlin – Rom – Tokio. Neue Tonart in Wien. NSDAP-Kehraus in Brasilien. In: Die dritte Front, Band 6, 1937. Grunov, Prag 1937.
- Kommt es zum Krieg? (= Periodische Schriftenreihe der „Deutschen Revolution“. Band 3). Grunov, Prag 1937.
- Europa von morgen. Das Ziel Masaryks. In: Weltwoche, Zürich 1939.
- Hitler und Ich (= Asmus-Bücher. Band 9). Johannes-Asmus-Verlag, Konstanz 1948.
- Der Faschismus. Geschichte und Gefahr  (= Politische Studien. Band 3). Olzog, München (u. a.) 1965.
- Mein Kampf. Eine politische Autobiographie (= Streit-Zeit-Bücher. Band 3). Heinrich Heine Verlag, Frankfurt am Main 1969.